# Edmund Łopuski

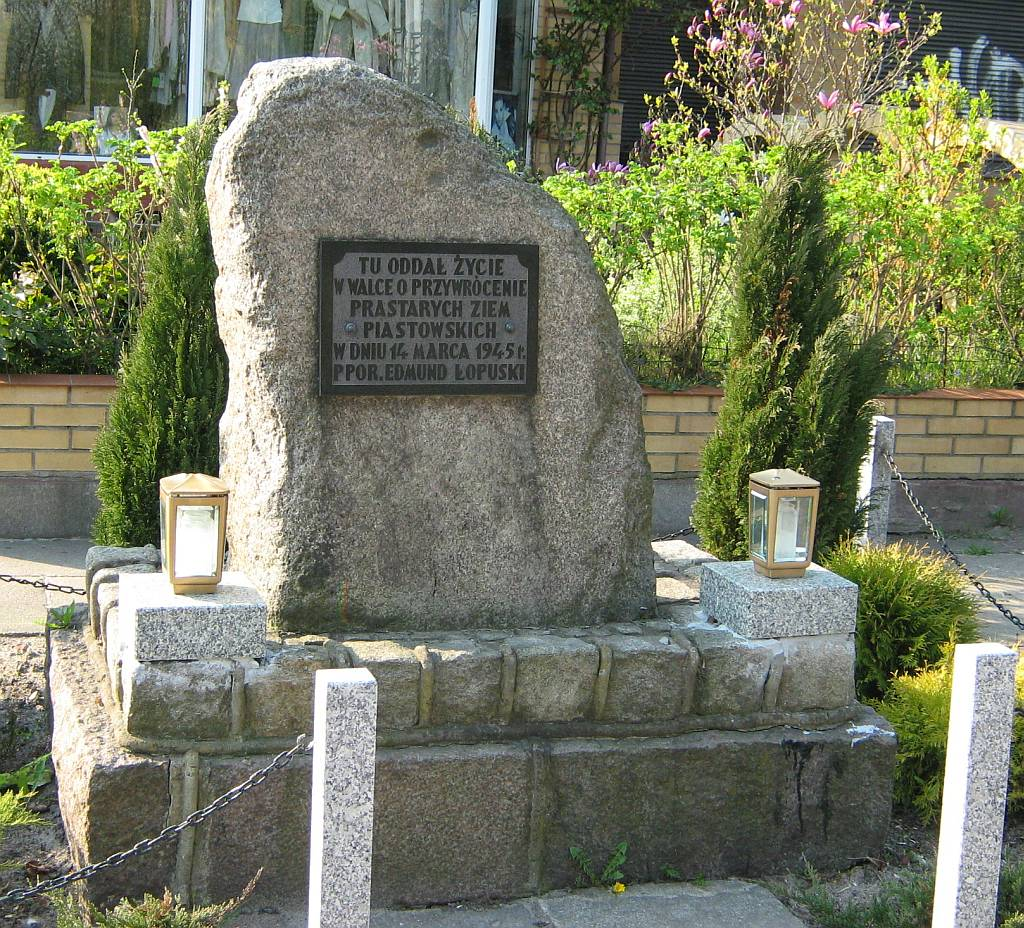
Pomnik w miejscu śmierci ppor. Łopuskiego (Kołobrzeg)

Edmund Łopuski (ur. 16 listopada 1918 w Samborze, zginął 14 marca 1945 w Kołobrzegu) – polski żołnierz.
Syn Władysława (z zawodu kolejarza) i Franciszki z d. Proski. Podchorąży 54 pułku piechoty. Brał udział w wojnie obronnej 1939. Należał do Armii Krajowej. W roku 1944 ochotniczo wstąpił do ludowego Wojska Polskiego. Przydzielony do 14 pułku piechoty. Odznaczony Krzyżem Srebrnym Orderu Wojennego Virtuti Militari za walki o Wał Pomorski. Zginął od kuli snajpera w czasie walk ulicznych w Kołobrzegu.